# Chicle
Il chicle è la gomma naturale ricavata dal Manilkara chicle, una pianta tropicale sempreverde originaria del Centro America. Il suo uso tradizionale era l'impiego nella gomma da masticare.
Chicle è anche il termine comune per la gomma da masticare usato in Spagna, così come chiclets (leggi: cìcles) in parte del Nord Italia (nome ideato da un'azienda britannica produttrice di gomme da masticare). In portoghese chiclete può essere usato anche per indicare un seccatore o una persona che non lascia mai solo qualcun altro.

## Etimologia
Il termine chicle deriva da tziktli [ˈʦikt͡ɬi], parola usata nella lingua Nahuatl per indicare la gomma, e può essere tradotto come "cosa appiccicosa". Era ben conosciuto dagli Aztechi e dai Maya, e i primi esploratori Europei lo apprezzarono per il suo sapore delicato e per l'alto contenuto di zuccheri.
In Italia ha dato origine al termine "cicca", ora meno utilizzato rispetto a "gomma da masticare" o "gomma".

## Produzione
La celebre Wrigley Company fu uno storico utilizzatore di questo prodotto, mentre oggi solo poche aziende continuano a produrre la gomma da masticare utilizzando il chicle, a causa dell'introduzione, a partire dagli anni sessanta, della gomma sintetica (a base di butadiene), la cui lavorazione è meno costosa.
I raccoglitori locali di chicle sono chiamati chicleros. La tecnica utilizzata è simile a quella con la quale si ricava il lattice dall'albero della gomma: vengono praticate delle incisioni a zig-zag sul tronco, e la sostanza che ne cola viene raccolta con dei piccoli contenitori. Viene quindi bollita fino a darle la giusta consistenza.
A causa della raccolta intensiva, la Manilkara chicle inizia ormai a scarseggiare, mentre l'utilizzo di altre specie del genere Manilkara, come la Balatá (Manilkara bidentata) è in costante aumento.